# Прыгну со скалы
«Прыгну со скалы» — песня российской рок-группы «Король и Шут» из альбомов «Любовь негодяя (1-я версия)», вышедшего в 1996 году (неофициально) и «Акустического», вышедшего в 1998 году. Концертные исполнения песни можно услышать на альбомах «Ели мясо мужики», Live 2000, «Мёртвый анархист», «Концерт в Олимпийском». Песня является одной из самых популярных песен группы. В 2001 году в альбоме «Собрание» эта песня прозвучала с исполнением Горшка.

## История
Песня (как текст, так и музыка) была сочинена Андреем Князевым в 1995 году во время  службы в армии. Впервые работа над песней началась в 1995 году, во время побывок Князя. В 1996 году вошла в альбом Любовь негодяя (1-я версия). В 1999 году вошла в переиздание альбома 1996 года, под названием Акустический альбом.
Иногда на концертах представлялась как "Баллада о бедном гусаре"
На фестивале НАШЕствие 2002 года, во время исполнения данной песни Андрей Князев спас Михаила Горшенева от выстрела пиротехники.
В последние годы существования группы «Король и Шут» Михаил Горшенев отказывался исполнять эту песню на концертах.
Для саундтрека сериала «Король и Шут» (2023) группа воссоединилась и перезаписала песню, а для его спецэпизода «Король и Шут: Сказка про Горшка и Князя» певица Ёлка записала кавер-версию на песню.

## Награды
Песня часто транслировалась по «Нашему радио». По итогам 2000 года она заняла первое место в хит-параде «Чартова дюжина» В 2008 году песня «Прыгну со скалы» стала лучшей песней десятилетия, по версии радиослушателей «НАШЕго Радио», а в 2013 стала девятнадцатой в списке из 500 самых популярных песен радиостанции.

## Запись
- Андрей Князев (Князь) — вокал, гитара, стихи, музыка.
- Александр Балунов (Балу) — бас-гитара, бэк-вокал.
- Александр Щиголев (Поручик) — ударные.
- Яков Цвиркунов — гитара, бэк-вокал.
- Дмитрий Смирнов — клавишные, бас-гитара.
- Григорий «Гриша» Кузьмин — бас-гитара.
- Мария Нефёдова — скрипка.
- Павел Сажинов — клавишные, звукорежиссёр.

## Анализ
Текст песни обыгрывает мотив падения, один из наиболее распространённых в русской рок-поэзии, связанный, в данном случае, с суицидальными настроениями, характерными для подростков, «подростковые суицидальные угрозы миру», и по личному мнению Е. А. Егорова из Самары представляет собой набор графоманских, «попсовых» литературных штампов на тему несчастной любви и самоубийства, который спасают только репутация группы Король и Шут и первые строки «С головы сорвал / Ветер мой колпак», позволяющие причислить песню к «ролевой» лирике.
При этом Александр «Чача» Иванов, лидер группы НАИВ, говоря о причине успеха «Короля и Шута» охарактеризовал данную песню, как выход за границы жанра и назвал её одним из «гимнов поколения».

## Чарты
| Хит-парад (2023)       | Высшая позиция |
| ---------------------- | -------------- |
| Россия (Яндекс.Музыка) | 6              |